# Mont Patibulaire
Le mont Patibulaire ou le mont des Pendus (en jersiais : lé mont ès Pendus, en anglais : West Mount) est une colline située à l'ouest de la ville de Saint-Hélier sur l'île de Jersey. Ce fut le lieu historique où se dressait le gibet sur lequel les condamnés à mort étaient exécutés jusqu'en 1829. Réfugié à Jersey, Victor Hugo écrivit un poème sur le Mont-aux-pendus. Il a combattu toute forme de condamnation à mort et envoya un courrier à Lord Palmerston, Secrétaire d’État de l’Intérieur en Angleterre, en 1854, pour demander la grâce d'un condamné à mort de Jersey.

## Histoire

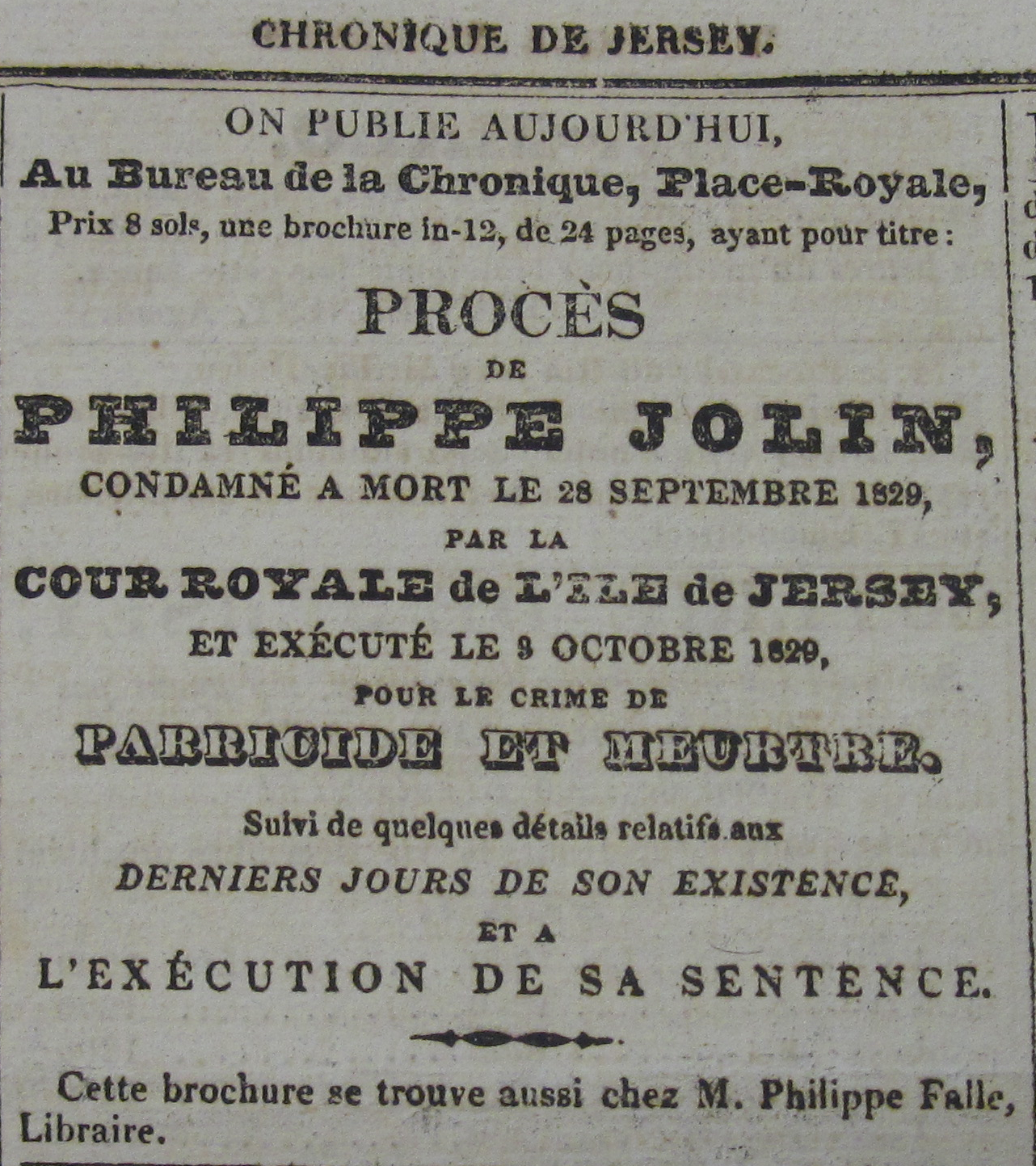
Affiche annonçant une exécution capitale à Jersey.

Cette colline est un lieu d'occupation préhistorique. Trois mégalithes de près d'un mètre de haut sont placés en forme triangulaire.
Un gibet en bois était dressé sur les hauteurs de la colline du mont Patibulaire. En 1632, le gibet en bois fut remplacé par un autre en pierre.
La dernière exécution se déroula le 3 octobre 1829, lorsque Philippe Jolin fut pendu pour assassinat. L'exécution suivante, celle de François Bradley, le 11 octobre 1866, eut lieu en public mais devant la prison de Saint-Hélier. L'exécution suivante, celle de Joseph Philippe Le Brun, le 12 octobre 1875, se déroula également dans les mêmes conditions. C'était la dernière pendaison publique dans les îles Anglo-Normandes (Royaume-Uni avait aboli les pendaisons publiques en 1868 ). La condamnation à mort de Thomas Connan (exécuté le 19 février 1907) a nécessité un changement de législation afin de permettre la pendaison de prendre place au sein des murs de la prison. La dernière exécution à Jersey était le 9 octobre 1959, lorsque François-Joseph Huchet a été pendu pour assassinat. La dernière condamnation à la peine capitale a été prononcée en 1984 mais a été commuée en emprisonnement à vie.